# Тенза

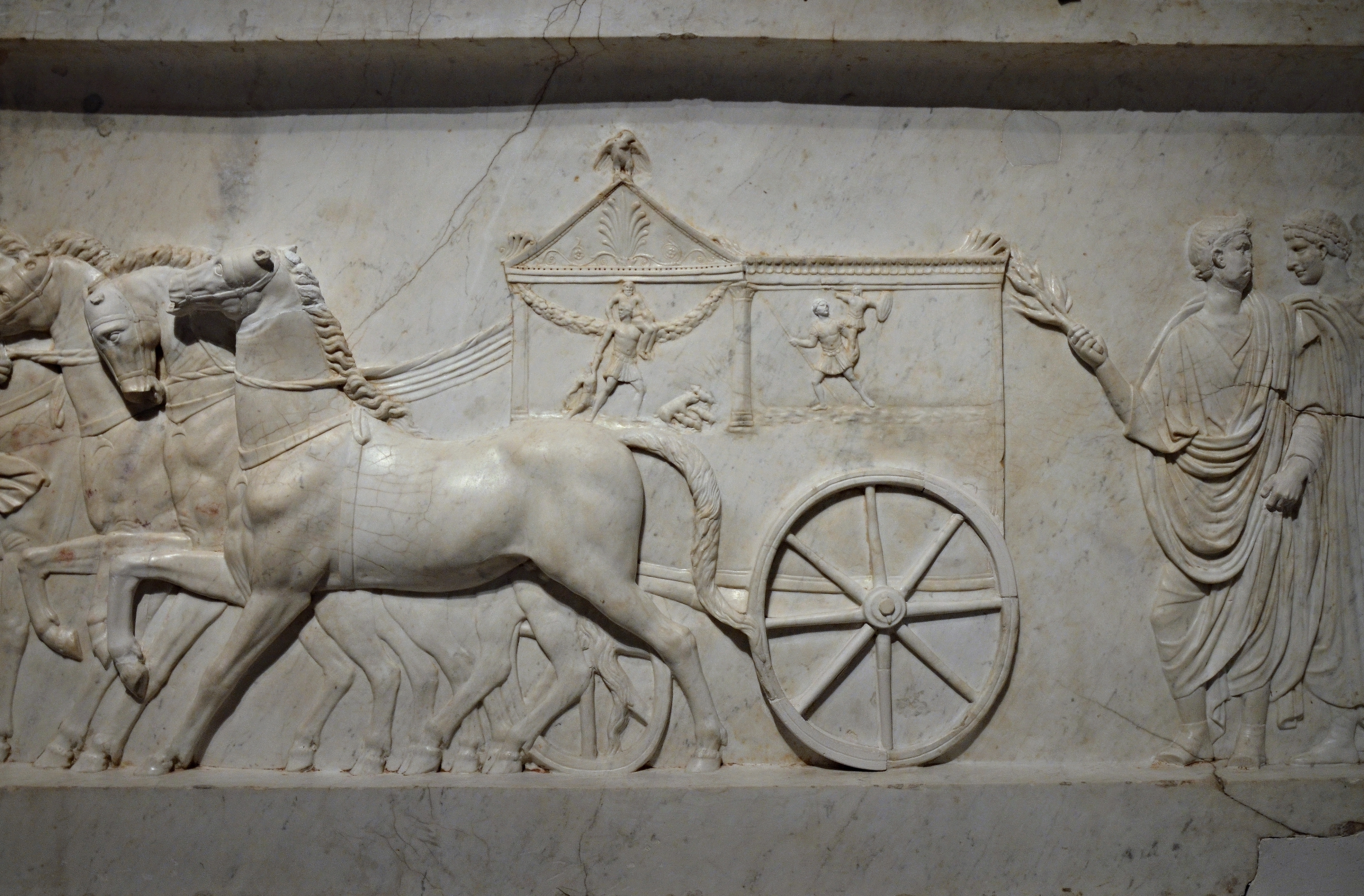
Рельеф, изображающий триумфальную процессию с вывозом фигур Ромула и Энея на тензе

Тенза  (лат.) — у древних римлян колесница, художественно изукрашенная, служившая для перевозки изображений богов. Во время праздничных шествий возилась белыми лошадьми, быками, мулами, слонами и самим народом.
В императорское время если сенатом кому-то присуждалась тенза это означало, что лицо причисляется к сонму богов.